# Provincia di Basilan
Basilan è un'isola ed una provincia delle Filippine, a sud della regione fisica della penisola di Zamboanga, nella Regione Autonoma nel Mindanao Musulmano.
Questa provincia è ritenuta essere il nocciolo duro dell'organizzazione separatista islamica di Abu Sayyaf.

## Storia
Basilan è stata sotto la giurisdizione della città di Zamboanga dal 1936 al 1973, quando fu istituita l'attuale provincia.
A seguito del plebiscito del 1989, dal 1990 la provincia di Basilan è parte della nuova Regione Autonoma nel Mindanao Musulmano, ad eccezione della sua capitale, Isabela.

## Geografia fisica

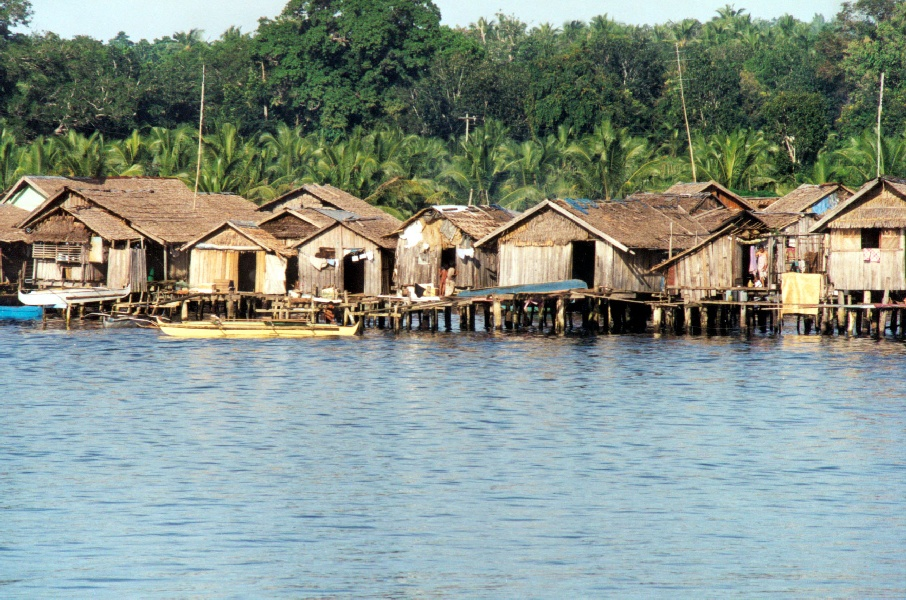
Villaggio costiero sull'isola di Basilan

Basilan è la prima di quel gruppo di isole che costituiscono un ideale collegamento tra le grandi isole di Mindanao e del Borneo e che prendono il nome di arcipelago di Sulu.
L'isola di Basilan è separata a nord dalla penisola di Zamboanga e in particolare dalla città di Zamboanga da un braccio di mare che prende il nome proprio di stretto di Basilan. Ad est c'è il golfo di Moro, a sud il mare di Celebes e ad ovest il mare di Sulu.

## Geografia antropica

### Municipalità
- Akbar
- Al-Barka
- Hadji Mohammad Ajul
- Hadji Muhtamad
- Lamitan
- Lantawan
- Maluso
- Sumisip
- Tipo-Tipo
- Tuburan
- Ungkaya Pukan

## Economia
La provincia ha un'economia basata essenzialmente sull'agricoltura, che produce principalmente caffè, noci di cocco, copra, caucciù, pepe nero, olio di palma e cassava. Anche la pesca è molto importante e si sta sviluppando grazie all'introduzione dell'acquacoltura.